# Ritardo a gas
Il ritardo a gas è una delle migliorie apportate al sistema a massa battente utilizzato nelle armi da fuoco per camerare automaticamente le cartucce. 
Questo sistema non va confuso con il ritardo di apertura a sottrazione di gas: in quest'ultimo il gas fa arretrare l'otturatore; nel sistema in oggetto il gas invece aiuta la molla a tenere l'otturatore contro la culatta.

## Principio
I gas di combustione della carica vengono parzialmente convogliati dentro ad un condotto che sbocca contro un pistone solidale all'otturatore. L'otturatore, spinto dai gas, arretra insieme al pistone, il quale però nella sua corsa all'indietro è frenato dai gas provenienti dalla canna, contribuendo così a rallentare l'arretramento del sistema otturatore-pistone. 
È un sistema usato molto raramente, ideato dai tedeschi durante la seconda guerra mondiale ed impiegato nel fucile d'assalto Volkssturmgewehr 1-5. Fu ripreso successivamente per le pistole Heckler & Koch P7 e Steyr GB.